# Coleophora acrisella
Coleophora acrisella là một loài bướm đêm thuộc họ Coleophoridae. Nó được tìm thấy ở cộng hòa Séc tới bán đảo Iberia, Ý và Hy Lạp và từ Pháp tới Hungary.
Sải cánh dài khoảng 12 mm.
Ấu trùng ăn Dorycnium hirsutum và Dorycnium pentaphyllum (bao gồm Dorycnium pentaphyllum germanicum). Chúng ăn lá nơi chúng làm tổ. 